# Max von Förster

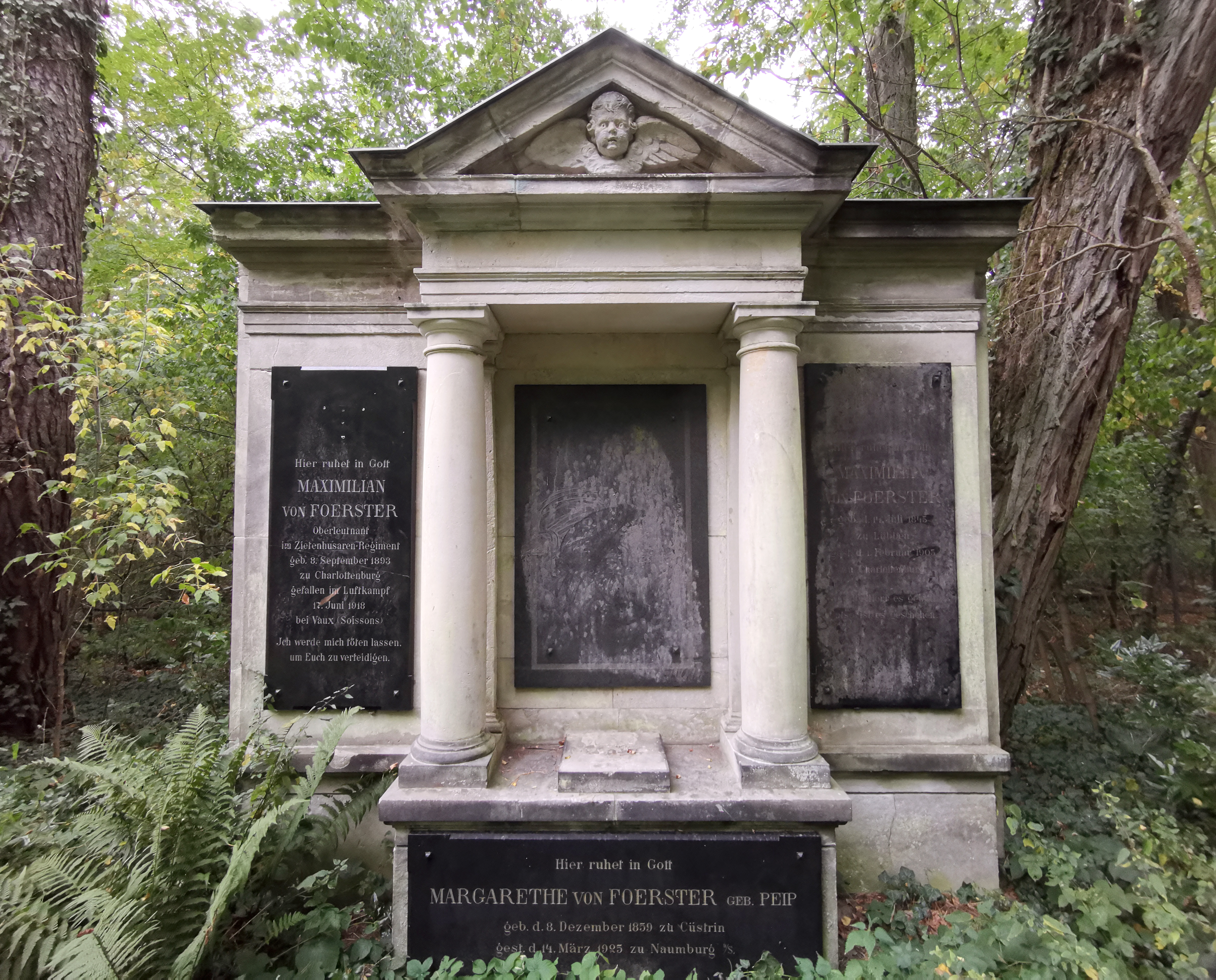
Grab auf dem Südwestkirchhof Stahnsdorf (Block Alte Umbettung)

Karl Hermann Waldemar Maximilian von Förster (* 14. Juli 1845 in Lübben (Spreewald); † 1. Februar 1905 in Charlottenburg bei Berlin) war ein deutscher Ingenieuroffizier, Sprengstofftechniker und Unternehmer.

## Leben und Wirken
Maximilian von Förster war der Sohn des Hauptmanns im Ostpreußischen Jäger-Bataillon Nr. 1 Eberhard Philipp Ferdinand Siegesmund von Förster (1815–1862) und dessen Ehefrau Henriette Amalie Karoline von Förster geborene von Schlieben (1821–1892). Sein jüngster Bruder war der spätere General der Infanterie Arthur Sigismund von Förster.
Seine Laufbahn begann er als Ingenieuroffizier (zuletzt Premierleutnant). Förster diente beim Westfälischen Pionier-Bataillon Nr. 7 in Deutz. Als Pionieroffizier fand er in den 1860er Jahren Gelegenheit, sich mit der Sprengstoff-Technik zu beschäftigen. Es handelte sich damals um Sprengversuche mit dem Lithofrakteur, einer Abart des Dynamits von dem Unternehmen Gebr. Krebs & Co. in Kalk bei Köln. Dieses Mittel wurde 1871 benutzt, um die in den Pariser Forts erbeuteten eisernen Geschützrohre zu sprengen.
1872 gegründete er mit Emil Müller (1844–1910) die Rheinische Dynamitfabrik in Opladen, wo er Nitroglycerin auf eigene verbesserte Art herstellen wollte. Er zog sich bald aus diesem Engagement zurück. Die Fabrik wurde 1873 mit Unterstützung Kölner Banken in eine Aktiengesellschaft umgewandelt, der Werke in Mansfeld und dem italienischen Oneglia angegliedert wurden.
Er wurde technischer Direktor der Schießbaumwolle-Fabrik Wolff & Co. in Walsrode. 1883 erkannte er bei Sprengversuchen mit komprimierter Schießbaumwolle die Auswirkung des Hohlraums in der Sprengladung (Hohlladung) und deren militärische Nutzung, die später u. a. zur Panzerfaust führte, und verfasste eine Publikation über den Hohlraum-Effekt (Cavity Effect, später auch als Neumann-Effekt bzw. Munroe-Effekt bezeichnet).
In Hohenlehme bei Wildau gründete er eine eigene Fabrik für rauchfreies Blättchen- und Nitroglyzerin-Pulver. Ab 1898 verkaufte er dieses z. B. an die osmanische und spanische Armee. Im gleichen Jahr beteiligte er sich mit seinem Unternehmen an der Bildung der Zentralstelle für wissenschaftlich-technische Untersuchungen in Neubabelsberg.
Er lebte im Ortsteil Niederlehme. Seit 1891 war er mit Margarete Auguste Ferdinande Ernestine geborene Peip (* 1859) verheiratet. Ihr Sohn Hermann Sigismund Maximilian von Förster (* 8. September 1893 in Charlottenburg; † 17. Juni 1918 bei Soissons/Vaux), Oberleutnant im Husaren-Regiment Nr. 3 „von Zieten“ und in der Jagdstaffel 27, fiel im Luftkampf.
Das Grab befindet sich nach der Umbettung (um 1938) auf dem Südwestkirchhof Stahnsdorf.

## Schriften
- Versuche mit comprimirter Schießbaumwolle in der Schießbaumwollfabrik Wolff & Co. Berlin 1883.
- Experiments with compressed gun cotton. In: Nostrand’s Engineering Magazine, Jahrgang 1884, 2. Halbband (Juli bis Dezember), S. 113–119.
- Comprimirte Schießbaumwolle für den militärischen Gebrauch unter besonderer Berücksichtigung der Schießbaumwollgranaten. Berlin 1886.
- Compressed gun cotton for military use. New York 1886. (übersetzt von John Philip Wisser)
- Schießbaumwolle in ihrer militärischen Verwendung unter Berücksichtigung der neuesten Erfahrungen mit Schießbaumwollgranaten. Berlin 1888.
- Die Pulverfabrik. Berlin 1896.